# Březová nad Svitavou-Dlouhá
Březová nad Svitavou-Dlouhá je železniční zastávka ve vesnici Česká Dlouhá, součásti města Březová nad Svitavou. Leží na železniční trati Česká Třebová – Brno.

## Provozní informace
V zastávce není možnost zakoupení si jízdenky, trať procházející zastávkou je elektrizovaná střídavým proudem 25 kV, 50 Hz. Provozuje ji Správa železnic.

## Doprava
V roce 2020 zde zastavovaly pouze osobní vlaky na trase Česká Třebová – Letovice. Dále zde projížděly vnitrostátní a mezinárodní vlaky.